# Frédéric de Vernon
Pour les articles homonymes, voir Vernon.

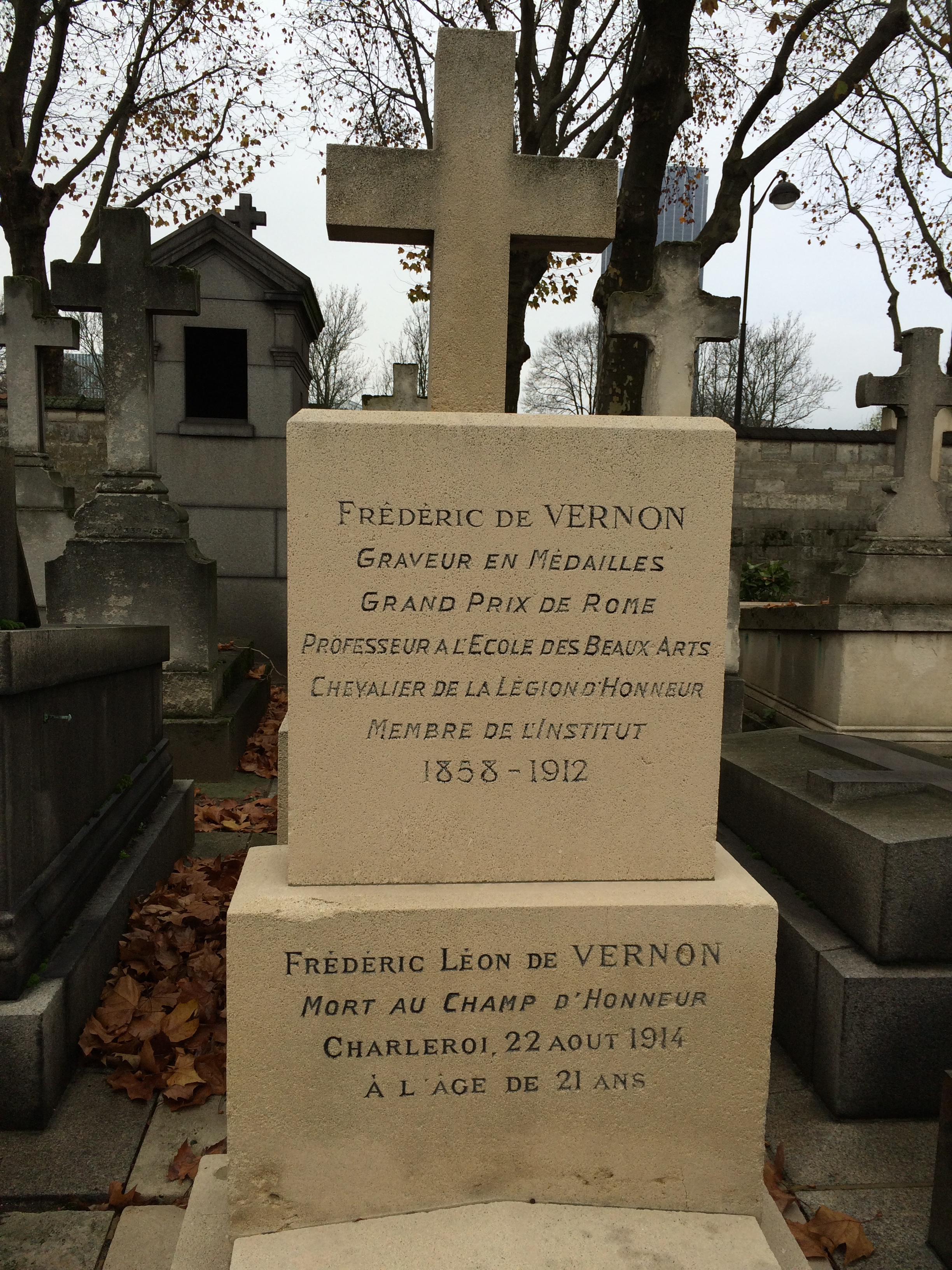
Tombe de Frédéric de Vernon au cimetière du Montparnasse à Paris.

Frédéric-Charles Victor de Vernon, appelé Frédéric de Vernon ou Frédéric Vernon, né le 17 novembre 1858 à Paris et mort le 28 octobre 1912 à Morsang-sur-Orge, est un sculpteur et médailleur français.
Il signe généralement F. VERNON.

## Biographie
Frédéric de Vernon est élève à l’École des beaux-arts de Paris dans les ateliers de Jules Cavelier (1814-1894), Jules-Clément Chaplain (1839-1909) et Paulin Tasset (né en 1839).
En 1881, il obtint le premier second grand prix de Rome et en 1887, le premier grand prix de Rome en gravure de médaille et pierre fine, à la suite de quoi il passa trois années à la villa Médicis à Rome.
Membre de la Société des artistes français depuis 1896, il est élu membre de l'Académie des beaux-arts en 1909.
Il eut pour élève, entre autres, Pierre Turin.
Son fils Jean de Vernon (1897-1975), est également un graveur, médailleur et un sculpteur français.
Un prix de gravure porte son nom et celui de son fils Jean, le prix Frédéric-et-Jean-de-Vernon.

## Médailles
- Premier baiser, bronze doré[5];
- Centenaire du Code Civil, 1904, bronze[6];
- Joseph Florimond, duc de Loubat. Élu associé étranger de l'institut, académie des inscriptions et belles lettres, 29 novembre 1907, 1910, bronze, diamètre 72 mm.
- Banquet des maires de France aux Tuileries, 22 septembre 1900, plaquette biface.

## Œuvres dans les collections publiques
- Deux médaillers, renfermant cinquante-trois médailles et plaquettes de Frédéric de Vernon, offerts au musée des Beaux-Arts de Caen en 1959 par Jean de Vernon, fils de l'artiste.

## Galerie

Œuvres de Frédéric de Vernon
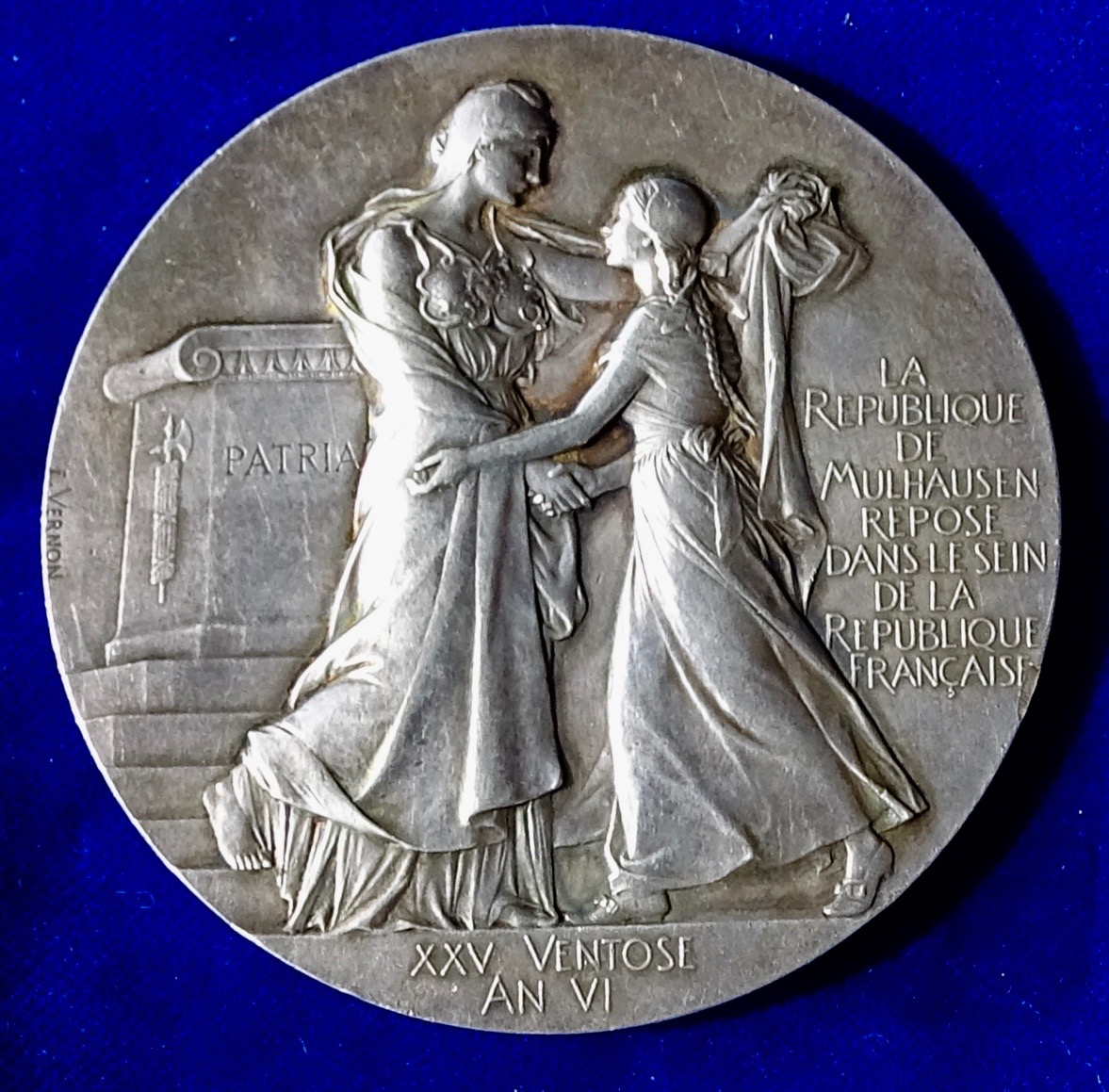
Mulhouse en Alsace centième anniversaire 1898, avers.
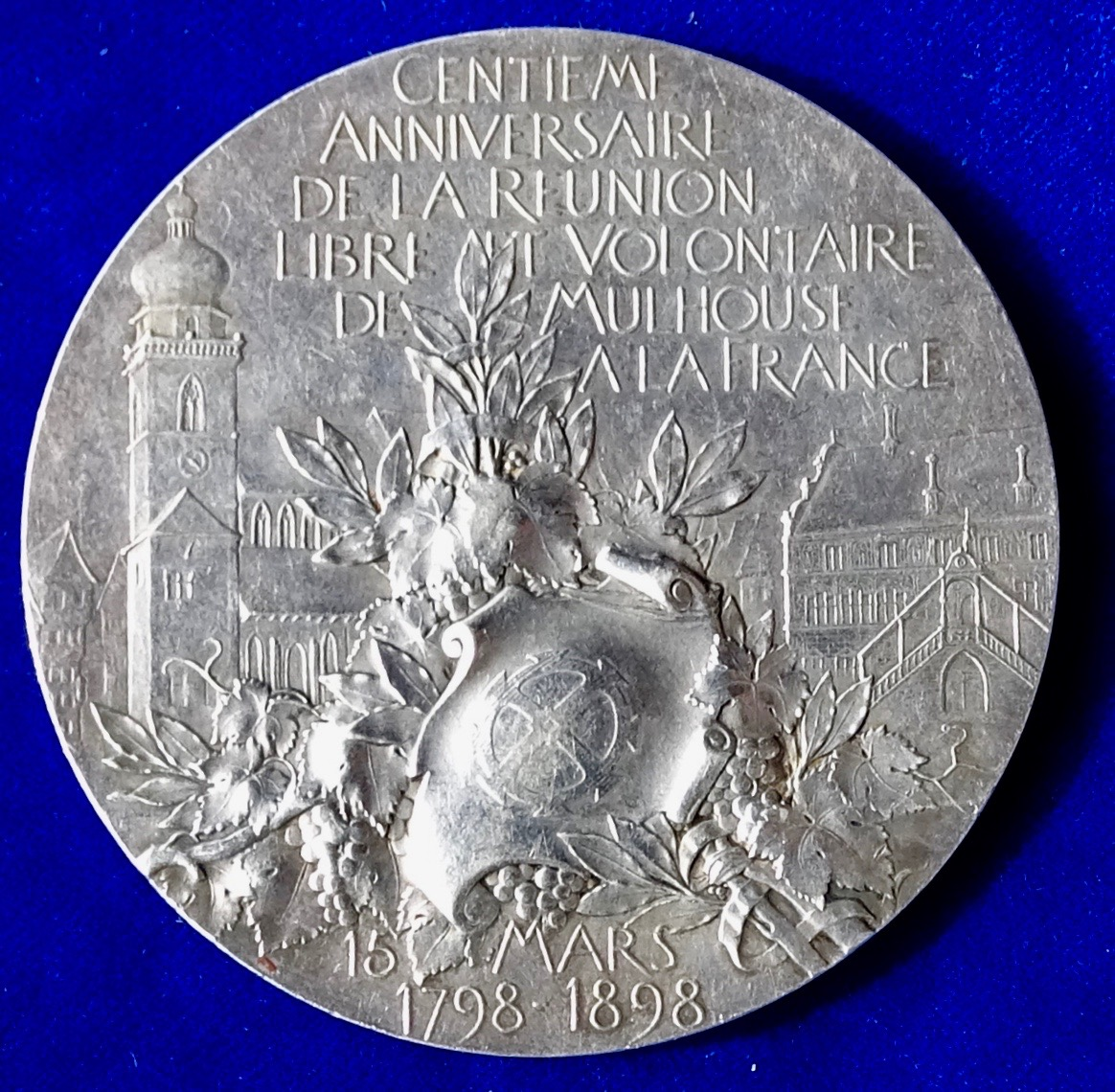
Mulhouse en Alsace centième anniversaire 1898, revers.
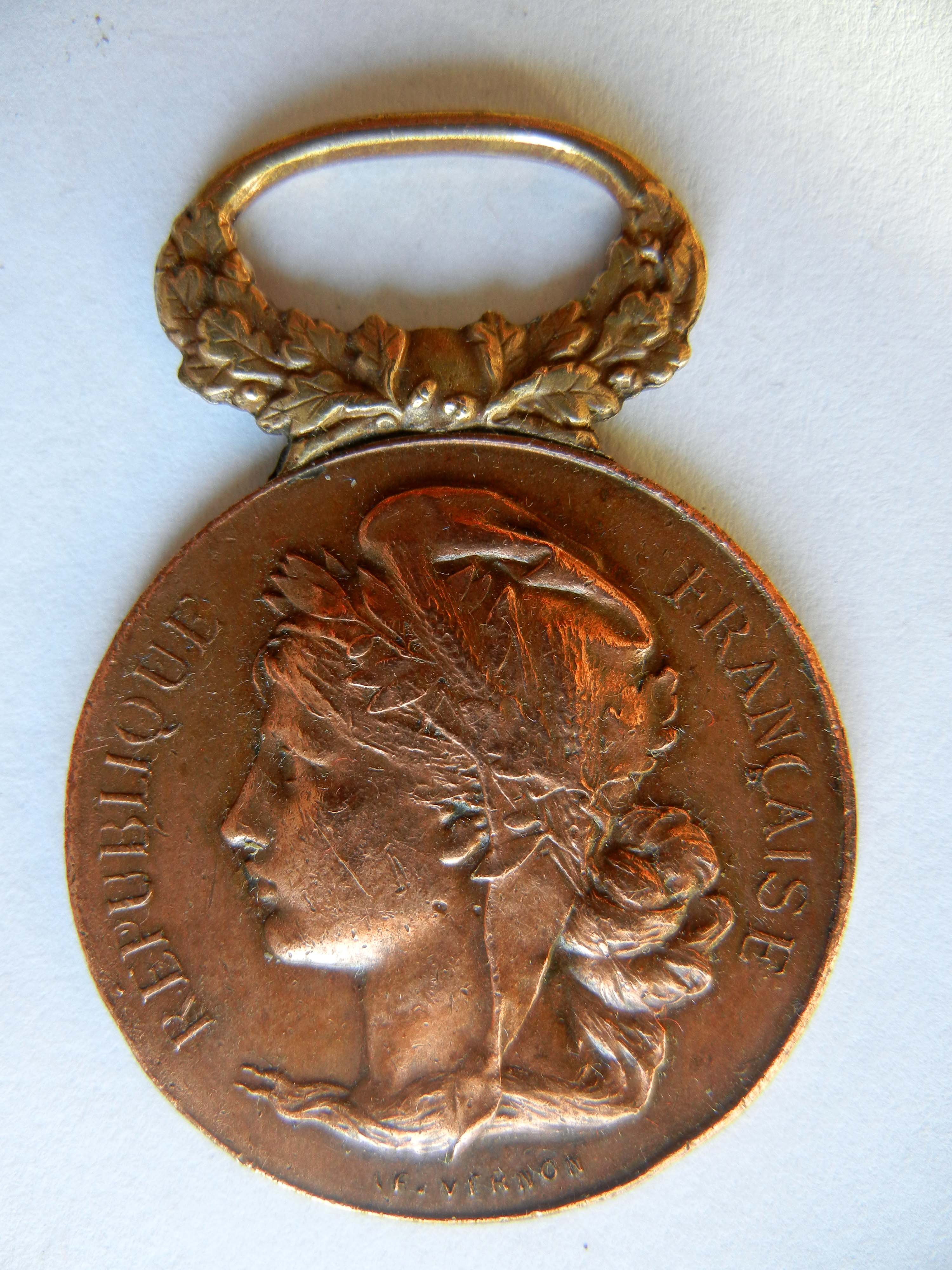
Sapeurs pompiers de l'Eure (1890), avers.
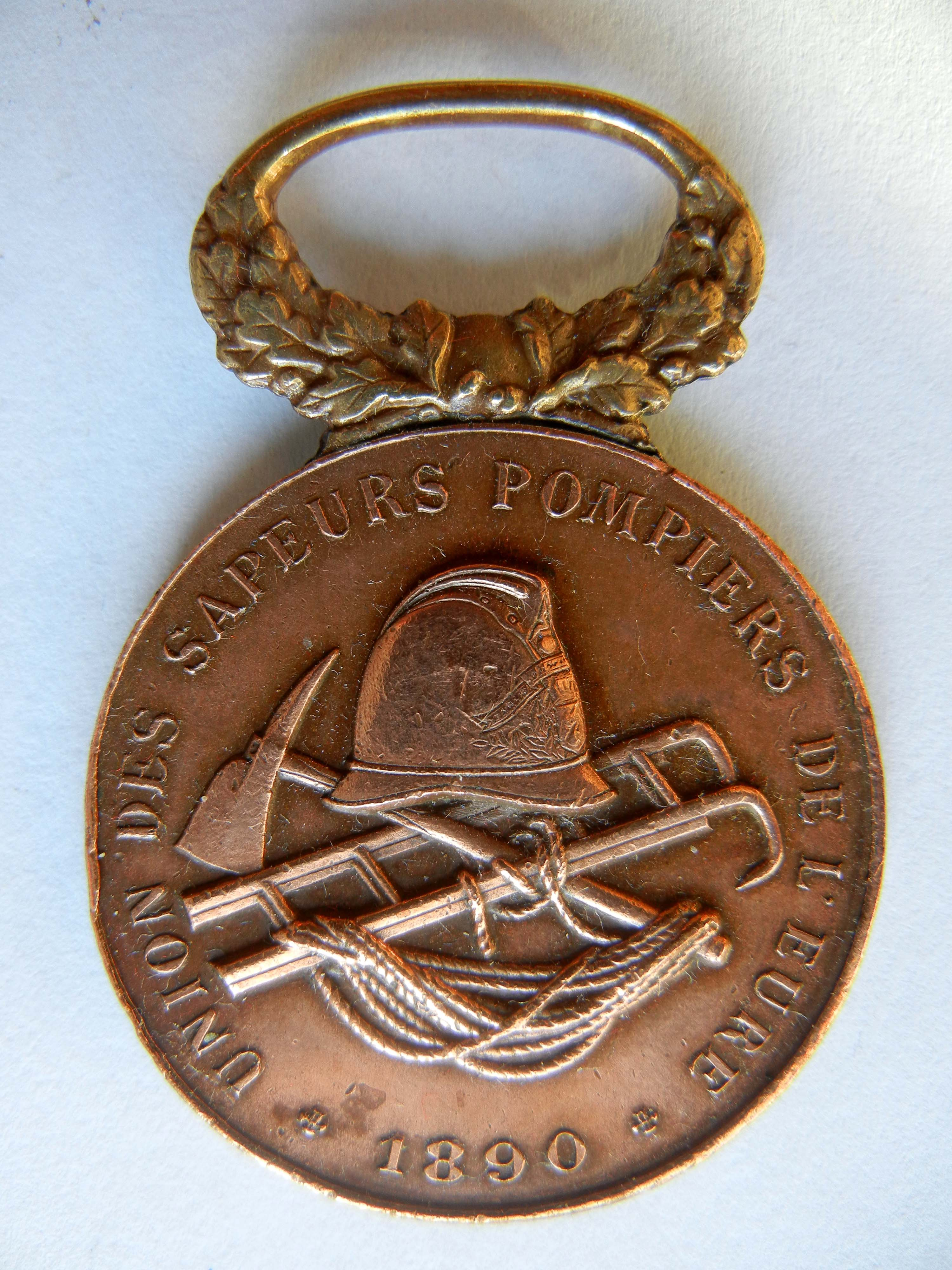
Sapeurs pompiers de l'Eure (1890), revers.